# فريدريك ستين
فريدريك ستين (بالنرويجية: Fredrik Steen)‏ (و. 1969 – م) هو ممثل، ومغني، وممثل هزلي من النرويج.

## وصلات خارجية
- فريدريك ستين على موقع IMDb (الإنجليزية)
- فريدريك ستين على موقع قاعدة بيانات الفيلم (الإنجليزية)